# Glinianki (Wola Bystrzycka)
Glinianki – część wsi Wola Bystrzycka w Polsce położona województwie lubelskim, w powiecie łukowskim, w gminie Wojcieszków.
W latach 1975–1998 Glinianki administracyjnie należały do województwa siedleckiego.